# 弘明寺公園
弘明寺公園（ぐみょうじこうえん）は、神奈川県横浜市南区弘明寺町にある都市公園である。

## 歴史

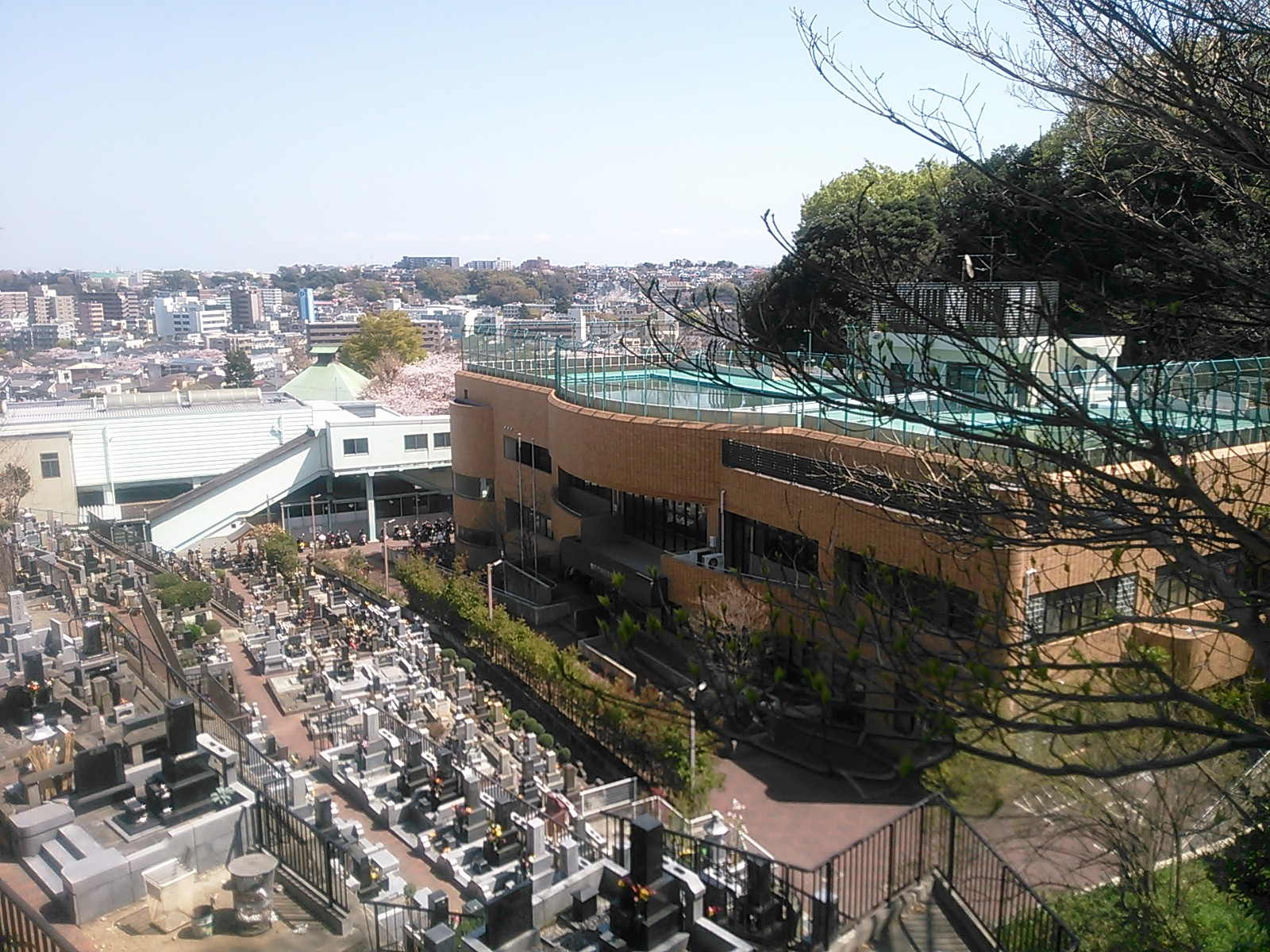
南図書館

元は弘明寺の寺林で、第二次世界大戦の防空緑地計画に基づき1940年（昭和15年）より公園整備が始まった。一時期は不要不急であるとして公園整備が中断され、高射砲陣地となったが1949年（昭和24年）より遊具やプール、散策路の整備が再開され、1958年（昭和33年）に完成した。1992年（平成4年）12月には横浜市南図書館が完成した。この図書館は4階建で、屋上にはプールを備える。1993年（平成5年）には丘の上に高さ10mの展望台が完成した。

## 園内
京急本線弘明寺駅西側の丘陵に位置し、元々の起伏を活かした園内には散策路や遊具広場が整備されている。ナラやクヌギの雑木林のほかサクラが植えられ、春には花見の名所としても親しまれる。面積は45,543m2で、清水ケ丘公園に次いで南区で2番目の広さを持つ。